# Флунітразепам
Флунітразепам (Flunitrazepam) — снодійний, седативний препарат. Синоніми: Рогіпнол, Hypnodorm, Hypnosedon, Narcozep, Primum, Rohypnol, Sedex, Valsera, Roofies та ін.

## Опис
За структурою та дією близький до нітразепаму (містить додатковий атом фтору та групу CH 3).
Чинить седативну, снодійну та протисудомну дію.
Застосовують внутрішньо і парентерально (внутрішньом'язово або внутрішньовенно).
Всередину у вигляді таблеток застосовують при різних видах безсоння. Призначають дорослим по 1-2 мг (1/2–1 таблетка перед сном), літнім — по 0,5 мг (1/4 таблетки); дітям віком до 15 років — від 0,5 до 1,5 мг (1/4–1/2–3/4 таблетки).
Парентерально застосовують в анестезіологічній практиці для премедикації та введення в наркоз. Для премедикації призначають внутрішньом'язово по 1-2 мг (0,015-0,03 мг/кг), для введення в наркоз внутрішньовенно в тій же дозі (вводять повільно — 1 мг протягом 30 с).
Можливі побічні явища, запобіжні заходи в основному такі ж, як при використанні нітразепаму.

## Зловживання
Вживання препарату у комбінації з алкоголем та/або опіатами може призвести до провалів у пам'яті. Завдяки цьому ефекту Флунітразепам здобув собі славу «наркотика зґвалтування» (англ. date rape drug). Піддавшись впливу препарату, жертви згвалтування та інших протиправних актів, зазвичай, що неспроможні згадати деталей події. Бум зловживання препаратом у протиправних цілях припав на 1990-і роки — білі та несмачні пігулки було важко виявити у складі алкогольних напоїв. У 1999 році виробники змінили склад препарату, надавши йому гіркуватий присмак і властивості барвника (безбарвна рідина набуває блакитнуватого відтінку).
Сленгова назва Флунітразепама: R2.
Курт Кобейн 4 березня 1994 року, перебуваючи в Римі, впав у кому після прийому препарату та великої кількості спиртного.
На факті зловживання флунітразепамом базується сюжет фільму «Похмілля у Вегасі». У серіалі «Беверлі-Хіллз 90210» кілька серій 8 сезону присвячені факту використання рогіпнолу для зґвалтування однієї з головних героїнь. У телесеріалі «Декстер» (s02e10) Лайла купує рогіпнол у наркодилера. У серіалі «Швидка допомога» (s03e17) фігурувала пацієнтка, яка зґвалтована із застосуванням цього препарату. У книзі Мішель Адамс «Моя сестра» флунітразепам кілька разів використовується з тією ж метою. У фільмі «Медсестра» одна головна героїня накачує іншу, щоб її зґвалтувати і самій, і разом із якимось хлопцем із бару. У фільмі Kingsman: Секретна служба головні герої зазнали впливу рогіпнолу як одного з видів випробувань.

## Протипоказання
Вагітність. В інструкціях із застосування ясно позначено всі ризики для плоду. Препарат не слід приймати під час вагітності.

## Побічна дія
Можливі такі побічні ефекти:
- З боку нервової системи та органів чуття: головний біль, запаморочення, підвищена стомлюваність, слабкість, порушення концентрації уваги, сплутаність свідомості, уповільнення фізичних і психічних реакцій, м'язова слабкість, парестезія, антероградна амнезія (може супроводжуватися дивною поведінкою), дезорієнтація при пробудженні, парадоксальні реакції (тривога, галюцинації, збудження, дратівливість, агресивність, марення, напади люті, кошмарні сновидіння, психоз), порушення сну, сонливість в денний час, прояв латентної депресії, втома, атаксія, диплопія, епілептичні напади, явище післядії.

- Інші: лейкопенія, агранулоцитоз, утруднення дихання, гіпотензія, диспептичні явища, висипання на шкірі, ангіоневротичний набряк, затримка сечовипускання, зміна лібідо. Можливі звикання, лікарська залежність, синдром відміни та «віддачі».

## Передозування
Симптоми: сонливість, сплутаність свідомості, млявість, атаксія, м'язова гіпотонія, артеріальна гіпотензія, пригнічення дихання, кома, можливий летальний кінець.

## Лікування
Індукція блювання, промивання шлунка, прийом активованого вугілля, забезпечення прохідності дихальних шляхів, моніторинг життєво важливих функцій, введення специфічного антагоніста бензодіазепінових рецепторів флумазенілу (в умовах стаціонару).

## Форма випуску
Форми випуску: таблетки, що містять по 0,002 г (2 мг) флунітразепаму, в упаковці по 10, 30 та 100 штук; в ампулах, що містять 2 мг препарату з додатком ампул з 1 мл стерильної води для ін'єкцій, в упаковці по 25 ампул. Безпосередньо перед ін'єкцією вміст ампули розводять водою, що додається. Без додавання розчинника вводити вміст ампули з препаратом не можна.

### Зберігання
Зберігання: перелік Б.